# Le Chasseur maudit
Le Chasseur maudit (Il  Cacciatore maledetto) è un poema sinfonico composto da César Franck nel 1882.
L'opera fu completata il 31 ottobre 1882 ed eseguita per la prima volta il 31 marzo dell'anno successivo dalla Société Nationale de Musique, diretta da Édouard Colonne, alla Salle Érard di Parigi. Nello stesso concerto fu presentata anche Viviane, poema sinfonico di Ernest Chausson, allievo di Franck.

## Descrizione
Il pezzo è ispirato alla ballata Der wilde Jäger (Il cacciatore selvaggio) del poeta tedesco Gottfried August Bürger. La lirica racconta la storia di un conte renano che osa andare a caccia di domenica, violando il riposo festivo.
All'inizio del brano, il conte suona spavaldo il suo corno da caccia, nonostante gli avvertimenti delle campane  e dei canti sacri che invitano i fedeli alla preghiera. Nel fitto del bosco, il conte viene maledetto da una terribile voce, che lo condanna ad essere perseguitato dai demoni per l'eternità.
Franck riporta all'inizio dello spartito il seguente testo, che riassume il poema di Bürger:

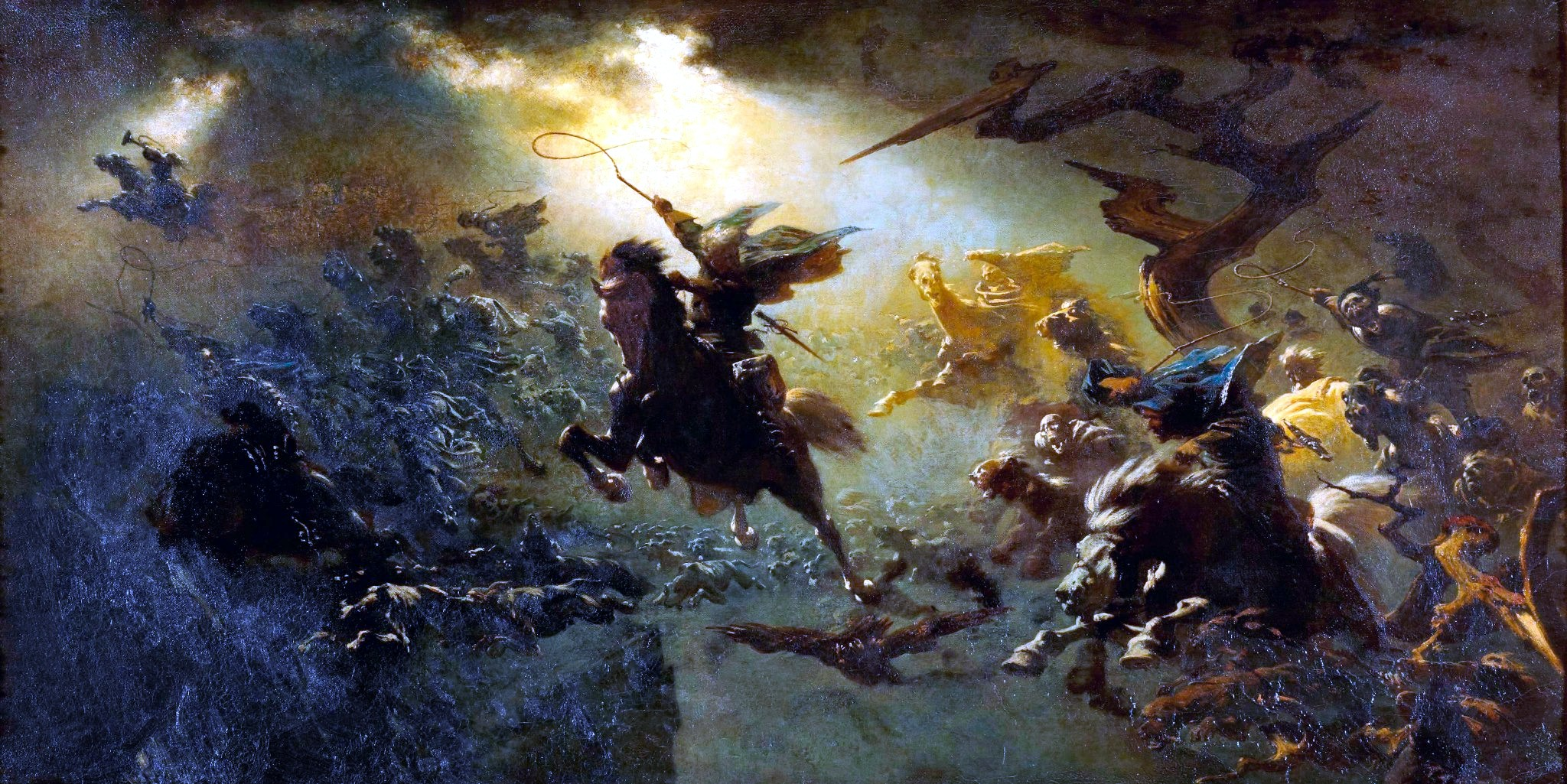
Johann Wilhelm Cordes, Wilde Jagd (1857)

Richard Freed individua nel brano quattro sezioni distinte:
1. il tranquillo paesaggio domenicale
2. la caccia
3. la maledizione
4. l'inseguimento dei demoni

Tramite l'orchestrazione, Franck evoca l'atmosfera oscura e fantastica dell'inseguimento infernale. La conclusione del brano ricorda il macabro "sogno di una notte di sabba", movimento conclusivo della Sinfonia fantastica di Hector Berlioz (1830).

## Organico
Il poema sinfonico è strumentato per il seguente organico orchestrale:
| - legni: - ottavino - 2 flauti - 2 oboi - 2 clarinetti in si♭ - 4 fagotti - ottoni: - 4 corni in fa - 2 trombe in fa - 2 cornette in si♭ - 3 tromboni - tuba | - percussioni: - timpani in sol, re e do - campane in sol e re - piatti - triangolo - grancassa - archi: - violini primi e secondi - viole - violoncelli - contrabbassi |

## Discografia parziale
- Charles Munch, Boston Symphony Orchestra, RCA, 1962
- André Cluytens, Orchestra Nazionale del Belgio, 1962
- Jean Fournet, Orchestra Filarmonica Ceca, 1967
- Riccardo Muti, Orchestra di Filadelfia, Warner Classics, 1983
- Michel Plasson, Orchestre National du Capitole de Toulouse, Warner Classics, 1995
- Daniel Barenboim, Orchestre de Paris, Deutsche Grammophon, 2018